# 祐子內親王家紀伊
祐子內親王家紀伊（日语：／ Yūshi Naishinnō-ke no Kii */?，1035年—1113年11月之後），是日本平安時代後期女房和歌人，女房三十六歌仙和《百人一首》歌人之一，有31首作品收錄於敕撰和歌集。

## 生平
按《尊卑分脈》記載，她是從五位上民部大輔春宮亮平經方之女，兄弟有從四位上出羽守平知信，不過同時也記載她是從四位下刑部權大輔源忠重之女，兄弟有從五位下左衛門大尉源定重和右衛門大尉源定宗，《敕撰作者部類》則記載她是散位平經重之女，也有說法認為她可能是藤原師長之女堀河院御乳母典侍紀伊三位師子，萩谷朴認為源忠重之女實際上是祐子內親王家駿河，另外按《水左記》康平8年正月7日（1065年2月14日）條記載，平經方當時獲任命為雜色，因此也難以想像年少的他與紀伊為父女關係，加上同時期的女房尚有前齋院紀伊、紀伊內侍和紀伊三位等人，導致難以對其出身下定論。
其母按二十卷本內於寬治8年8月19日（1094年10月1日）舉行的高陽院歌合記載是小辨。另外，《和歌色葉》記載她是素意之妹，《袋草紙》則指她為素意之妻。生卒日期方面，《女人和歌大系》雖然記載她生於長元8年（1035年）前後，大概死於長治2年（1105年），但是按《夫木和歌抄》記載，她參加了在永久元年（1113年）11月舉行的少納言定通歌合，因此她至少在這時候尚在人世。

## 和歌
- 《小倉擬百人一首》
祐子內親王家紀伊 八重垣姬（日语：本朝廿四孝）
歌川廣重的浮世繪
- 《百人一首內 祐子內親王家紀伊》
歌川國芳的浮世繪

紀伊總共有31首和歌收錄於《敕撰和歌集》，歌風方面擅於在概念和演繹上隨機應變，作品也帶有技巧，《今鏡》形容她是時令的歌人，源經信也認為她熟知和歌。她與其母一同出仕於後朱雀天皇之女祐子內親王，直至其在長治2年11月7日（1105年12月15日）死去為止。歌合方面，她先後參加了在天喜4年4月30日（1056年6月15日）舉行的皇后宮寬子春秋歌合、康平4年3月19日（1061年4月11日）舉行的祐子內親王名所歌合、承曆2年4月30日（1078年6月12日）舉行的內裏後番歌合、寬治8年8月19日（1094年10月1日）舉行的高陽院歌合、康和4年閏5月2日和7日（1102年6月19日和24日）舉行的堀河院艷書合、長治元年5月26日（1104年6月20日）舉行的左近權中將俊忠朝臣家歌合以及永久元年（1113年）11月舉行的少納言定通歌合。
《百人一首》入選作是：
| 《新編國歌大觀》版本 | 全日本歌牌協會版本 | 嵯峨嵐山文華館版本 | 中譯                                        |
| -------------------- | ------------------ | ------------------ | ------------------------------------------- |
|                      |                    |                    | 高師海浪美 遠近人皆知 來去難留住 唯沾衣袖濕 |

這首和歌收錄於《金葉和歌集》二度本卷第八「戀部下」，《新編國歌大觀》編號是469，詞書是「返歌」（返し）。此歌出自堀河院艷書合，為回應藤原俊忠的作品「相思人不知，浩蕩海風浪。願借荒磯浪，心扉為君開。」（人しれぬ おもひありその うらかぜに なみのよるこそ いはまほしけれ，《金葉和歌集》二度本收錄歌歌，《新編國歌大觀》編號468）的和歌，藤原定家同時將此歌採錄至《定家八代抄》、自筆本《近代秀歌》和《八代集秀逸》，而俊忠本身則是定家的祖父，與定家有血緣關係的人的相關《百人一首》入選作尚有周防內侍以及源俊賴的和歌。此歌以高師濱（現大阪府堺市西區濱寺至高石市一帶的海岸
）來接俊忠的荒磯之浦（ありそのうら，現富山縣高岡市伏木至冰見市的富山灣），同時以掛詞（遠近馳名）和來接其的（有）和（湧上來），同時緣語則以（海岸）、（海浪）和（沾濕）來接（海岸）、（海浪）和（湧上來），吉海直人形容此歌的對比技巧非常精彩。內容上此歌語帶譏諷，委婉的同時卻又強硬地拒絕了男性的心意，實際上紀伊當時已年約70歲，與當時年僅29歲的俊忠有著婆孫般的年齡差距，因此這兩首作品其實不過就是艷書合中的題詠，而非真的在描述兩人之間的戀情。
- 《小倉百人一首》
祐子內親王家紀伊
菱川師宣繪本
- 女房三十六歌仙畫
鳥文齋榮之畫作

首句的意思是聲名遠播，其中「音」是名聲、傳聞的意思，也可以解釋成是海浪聲，變相是第三句（海浪）的緣語。第二句（高師濱）為歌枕，與（遠近馳名）形成掛詞關係，同時承接了第一句。第三句的意思是無風起浪，也用於比喻出軌，承襲自《後撰和歌集》的收錄作（《新編國歌大觀》編號1159）。第四句中的同時有戀慕（思いをかける）和被海浪沾濕（波をかける）的意思，是表示否定的助動詞，則是表示感動的間投助詞或終助詞，在此形成句切，本身則是首次出現於敕撰集內。末句意思是不能弄濕，其中是下二段動詞的連用形，同時有被海浪或淚水沾濕衣袖的意思，和均是表示強調的係助詞，通過重複使用來反映對未來的擔憂，是サ變動詞的已然形，與形成係結。

## 家集
紀伊的家集是《一宮紀伊集》，又稱《祐子內親王家紀伊集》，總共收錄了78首和歌，內容方面最初是高陽院歌合以及祐子內親王名所歌合的作品，緊接的是堀河院艷書合的和歌以及與戀愛有關贈答歌，後半部分是堀河百首中的29首以及兩組贈答歌，推測由她自己在堀河百首成作的康和4年（1102年）之後的數年內寫成。家集現存的版本均出自於同一系統，鎌倉時代的手抄本分別有天理大學附屬天理圖書館藏舊吳文炳氏藏本和穗久邇文庫本，近世的手抄本則分別有宮內廳書陵部舊禁裏本、島原松平文庫本、神宮文庫本、三手文庫、龍谷大學寫字台文庫以及聖母清心女子大學黑川家舊藏本等等。其中，《私家集大成》以天理本為底本，後藤祥子稱其為長13.2厘米，寬13.7厘米的定家筆枡形列帖裝，春名好重在《古筆大辭典》中則指其為長13.2厘米，寬13.6厘米的胡蝶裝，封面是縹色的雁皮紙，駒井鵞静則在《書道辭典》指是灰白色的鳥之子紙。撒有金銀砂子，也有切箔，外題寫有定家字體風的「一宮紀伊」四字，料紙方面，《古筆大辭典》記載為雁皮紙，《書道辭典》則是鳥之子紙，總共20頁，其中4頁為白紙，一面九至十二行，行距較窄，和歌一首兩至四行，三行或四行是行的高度有些微差異。《新編國歌大觀》則以穗久邇文庫本為底本，長15.3厘米，寬15.5厘米的綴葉裝，總共14頁，一面十一至十二行，和歌一首二行，表紙靠左上角的外題寫有定家字體風的「一宮紀伊」四字，出自藤原為家手筆，與天理本之間的差異也僅有第30首的和歌和詞書有兩三處不同，以及沒有天理本第16首、第22首、第26首和第74首之後的空白部分，與後西天皇筆，靈元天皇題簽的書陵部本以及松平文庫本屬於同一類。

### 註解
1. ↑  祐子內親王家紀伊的生卒日期存在爭議，參見#生平。
2. ↑  詞書是指該和歌的主題和寫作動機等相關事宜[16]，返歌則是指當他人贈歌給自己的時候以和歌回贈對方[17]。
3. ↑  艷書合是指參加者分成左右兩邊，通過情書以及情歌來分出勝負的遊戲[21]。
4. ↑  砂子是指將金箔和銀箔（日语：銀箔）弄成粉，作為裝飾撒在上面[26]。
5. ↑  切箔是指將金銀等的箔剪成不同大小形狀，然後灑在上面的一種裝飾[27]。

## 外部連結
- . 國書數據庫 （日语）.
- . 國際日本文化研究中心和歌數據庫 （日语）.